# Allgemeine Deutsche Credit-Anstalt
Allgemeine Deutsche Credit-Anstalt (сокр. ADCA, рус. Всеобщий германский кредитный институт) — ныне не существующая немецкая кредитная организация, основанная в 1856 году в городе Лейпциг в современной федеральной земле Саксония.
Соучредителями банка — помимо Отто Хюбнера (нем. Otto Hübner, 1818—1877), в 1853 году активнейшим образом участвовавшего в основании венского банка Österreichische Credit-Anstalt für Handel und Gewerbe, ставшего вскорости крупнейшим банком Австро-Венгрии, — были члены так называемого Общества Гевандхауса: Густав Харкорт (нем. Gustav Harkort, 1795—1865), Альбер Дюфор-Феронс (нем. Albert Dufour-Féronce, 1798—1861), Карл Хирцель-Лампе (нем. Karl Hirzel-Lampe), Луи Селье (нем. Louis Sellier) и Вильгельм Теодор Зайферт (нем. Wilhelm Theodor Seyfferth, 1807—1881). Поскольку банк в своей деятельности не собирался ограничиваться пределами Саксонии, его основание поддержали влиятельные купцы из Гамбурга, Берлина, Дрездена и Бреслау, и среди прочего Карл фон Каскель (нем. Carl von Kaskel, 1797—1874) — владелец частного Bankhaus Kaskel (с 1872 года Dresdner Bank).
В мае 1856 года банк ADCA получил лицензию на банковские операции, и быстро превратился в одного из важнейших финансовых игроков Средней Германии в период индустриализации. При этом в первые годы основной упор был сделан на основание дочерних фирм и финансовое участие в других кредитных институтах; среди прочего, при участии ADCA были основаны Credit- und Versicherungsbank Lübeck в Любеке (позднее Lübecker Handelsbank), Gothaer Privatbank в Готе, Schweizerische Kreditanstalt в Цюрихе, и позднее — Deutsche Bank.
Путём поглощения других частных банков, прежде всего, в Саксонии и активно наращивая филиальную сеть, ADCA стал к 1920-м годам крупнейшим региональным банком Германии, предоставляя широкий спектр универсальных услуг. Однако действительно всегерманского значения ADCA так и не добился, вероятно, из-за недооценки важности Берлина как финансовой столицы Германии.
Серьёзно затронутый банковским кризисом 1931 года, ADCA был поставлен под контроль Саксонского госбанка, и впоследствии санирован при участии Имперского банка.
После прихода к власти национал-социалистов ADCA принадлежал к выгодополучателям новой политической ситуации, и после аннексии Судетской области смог перенять ряд филиалов Англо-Чехословацкого банка, Пражского кредитного банка, Богемского индустриального банка и Пражского торгово—индустриального банка, а также в ходе «аризации», то есть конфискации еврейских активов, — взять под свой контроль банки S. Matersdorff в Дрездене и Bruno Tribensee в Ольбернхау.
По окончании Второй мировой войны все отделения ADCA в советской зоне оккупации Германии были в июле 1945 года принудительно закрыты (здание правления было разрушено уже в ходе бомбардировки в декабре 1943 года), и оперативное управление банка было перенесено из Лейпцига в (западный) Берлин, и затем в 1969 году — во Франкфурт-на-Майне.
В 1973 году ADCA прошёл слияние с Norddeutsche Creditbank AG, получив наименование ADCA-Bank AG Allgemeine Deutsche Credit-Anstalt со штаб-квартирой в Бремене; его основным акционером с 84 % акций был земельный банк Нижней Саксонии Norddeutsche Landesbank. От последнего ADCA в 1983 году перешёл к нидерландскому Rabobank, который в 1992 году окончательно превратил его в свой дочерний банк в Германии под маркой Rabobank Deutschland AG.

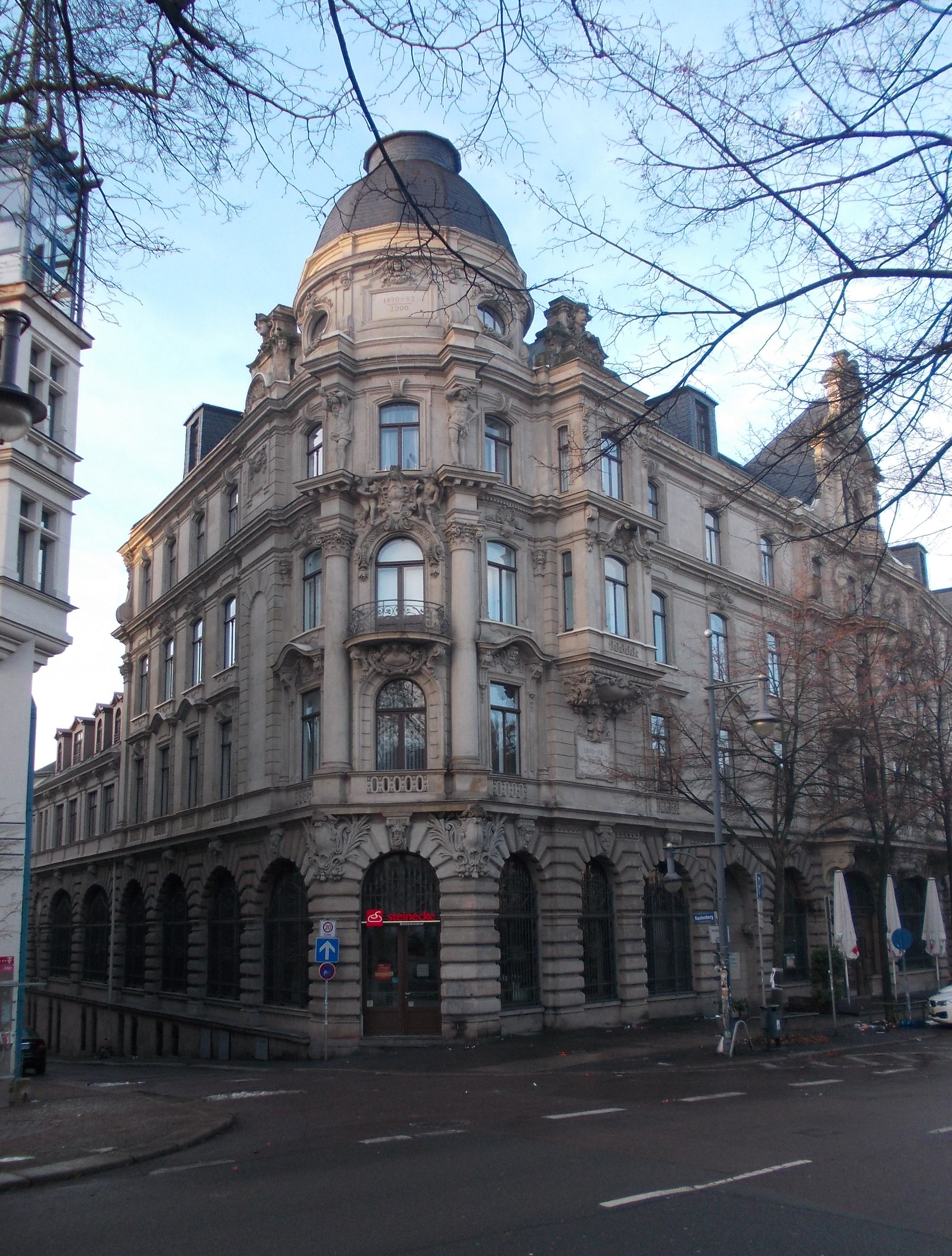
Бывшее здание филиала ADCA в Галле (Заале), Universitätsring 6
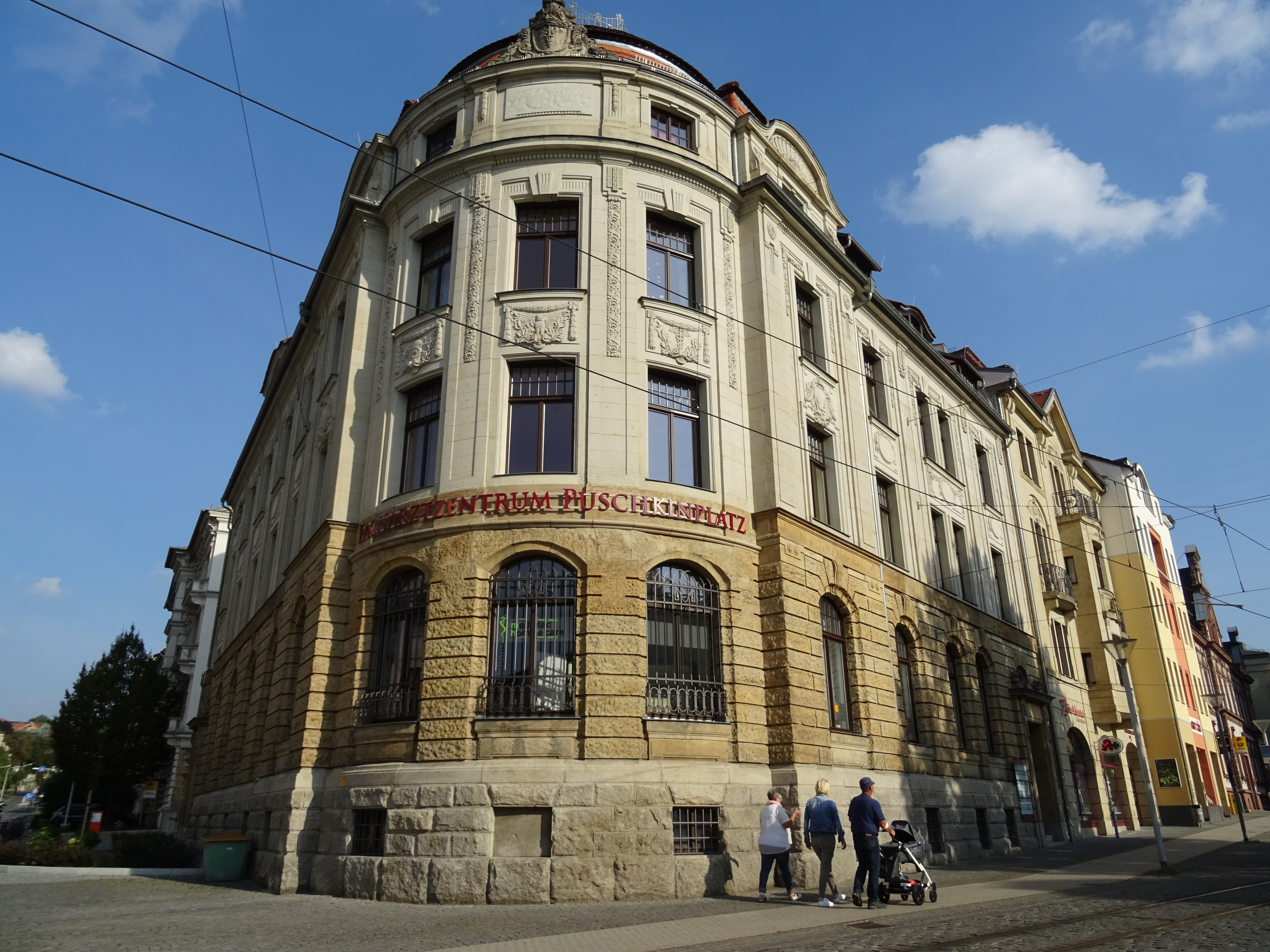
Бывшее здание филиала ADCA в Гере, Puschkinplatz 3
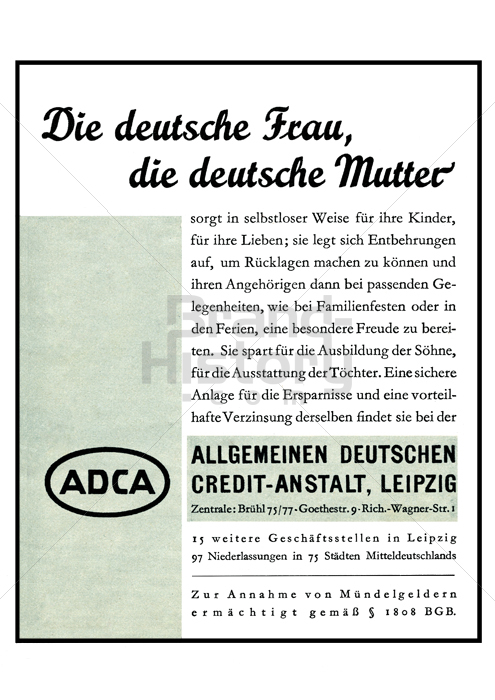
Рекламное объявление (1906 г.)
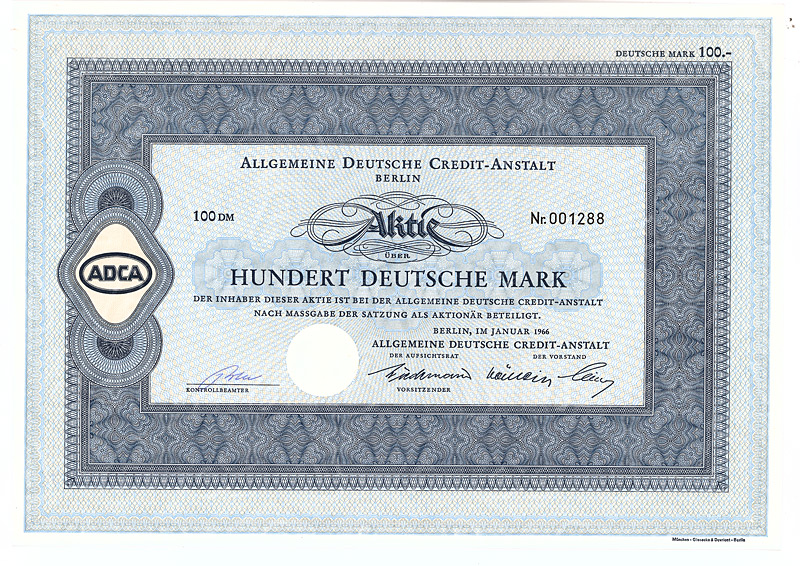
Акция ADCA (1966 г.)